# Neommatissus penangensis
Neommatissus penangensis är en insektsart som först beskrevs av Baker 1919.  Neommatissus penangensis ingår i släktet Neommatissus och familjen Dictyopharidae. Inga underarter finns listade i Catalogue of Life.